# Бук, Виллем
Виллем Бук (эст. Villem Buk; 1879—1941) — эстонский советский писатель, поэт, деятель революционного движения.

## Биография
Виллем Бук родился 25 марта (6 апреля) 1879 года в волости Камбья Тартуского уезда в семье кузнеца. С 9 лет работал пастухом, позднее батрачил. Окончил волостную и приходскую школы. В 1898 году окончил курсы учителей в Каарепере. Работал учителем в школах в Вооре и Луунья. С 1903 года работал в Карилатской волостной школе неподалёку от посёлка Пылва.
Был активным участником революции 1905 года. В своих воспоминаниях он писал: «совместно с молодыми соседними учителями и рабочими мы организовали кружок и марксистскую библиотеку. Члены кружка выступали на народных собраниях». В 1906 году за свою революционную деятельность Бук был отстранён от должности учителя и приговорён к тюремному заключению, однако он избежал ареста и скрылся в Тарту. Летом 1907 года был схвачен на нелегальном собрании. После отбывания 6-месячного тюремного заключения был выслан на 2 года в Псковскую губернию. В 1909 году вернулся в Эстонию и устроился на работу в редакцию вильяндиской газеты «Мелева». В 1910 году газета была закрыта. Бук переехал в Тарту, где снова стал подпольно заниматься революционной деятельностью. В 1911 году переехал в Нарву. В 1912 году совместно с Й. Кяспертом участвовал в создании эстонской большевистской газеты «Кийр», работал в редакции 2 года. Написал ряд статей статей о литературе, искусстве, народном образовании, рабочей печати. Летом 1914 года газета была закрыта властями, и Бук переехал в Таллин. Там по заданию городского комитета РСДРП он работал секретарём больничной кассы машиностроительного завода Франца Крулля. В конце 1915 года был арестован по делу Таллинской организации РСДРП и сослан в Сибирь.
Освобождён Февральской революцией 1917 года. Вернулся в Таллин, где стал работать в редакции возобновлённой газеты «Кийр». Занимался большевистской агитацией в Таллине, Тарту и других городах. Принимал активное участие в Октябрьской революции. В 1918 году, в связи с наступлением немецких войск, переехал в Советскую Россию. Принимал участие в Гражданской войне, в 1919 году сражался против войск Деникина в составе Эстонской Красной Армии.
С 1920 года снова работал учителем, занимался литературной деятельностью. В 1926—1929 годах был преподавал в Эстонском педагогическом техникуме в Ленинграде. Стал одним из организаторов Ассоциации эстонских пролетарских писателей. С 1934 года жил в Калинине. В начале 1941 года, после присоединения Эстонии к СССР, вернулся на родину. Жил в Тарту, сотрудничал с местной газетой.
После начала Великой Отечественной войны попытался эвакуироваться в тыл, переплыв на лодке Чудское озеро. Пропал без вести.

## Творчество
Литературную деятельность начал в 1905 году. В 1909 году опубликовал книгу рассказов 1909 «Три большие заботы» («Kolm suurt muret»), посвящённую жизни сельских пролетариев. В 1911 году вышел рассказ «Каменная книга» («Kivine raamat»), написанный стиле дневника политзаключённого. В 1912 году в Санкт-Петербурге была опубликована его брошюра «Один забытый эстонский город» («Üks unustatud Eesti linni»). В этом произведении Бук рассказывает о жизни нарвских рабочих и разоблачает эстонскую буржуазию. В 1913 вышла поэма «Лен» («Lina»). В 1920-х годах в его творчестве начинает преобладать поэзия. Его книга стихов «Оттепель» («Sula») была опубликована в 1926 году. В этот сборник вошли ранние произведения Бука, а также стихи об Октябрьской революции.Основные его произведения были опубликованы в 1951 году в сборнике «Эстонская пролетарская литература» («Eesti proletaarne kirjandus»).

## Сочинения
- Sula, Leningrad, 1926;
- Eesti proletaarne kirjandus, Tallinn, 1951; в рус. пер. — Антология эстон. поэзии, т. 2, М. — Л., 1959.